# Омельченко, Александр Николаевич
Александр Николаевич Омельченко — советский хозяйственный, государственный и политический деятель, доктор технических наук, профессор, заслуженный деятель науки и техники РСФСР.

## Биография
Родился в 1907 году. Член КПСС.
С 1928 года — на хозяйственной, общественной и политической работе. В 1928—1983 гг. — геодезист, маркшейдер, главный маркшейдер, студент Ленинградского горного института, директор Всесоюзного научно-исследовательского института горной механики и маркшейдерского дела в Ленинграде (1949—1983).
Умер в Ленинграде в 1988 году.

## Награды и звания
За создание нового метода ориентировки шахт был в составе коллектива удостоен Сталинской премии 1952 года.
За разработку и внедрение комплекса мер борьбы с горными ударами на шахтах СССP был в составе коллектива удостоен Государственной премии СССР в области техники 1971 года.